# Luftwaffeninstandhaltungsgruppe
Luftwaffeninstandhaltungsgruppe ist die Bezeichnung für Wartungs- und Instandsetzungseinheiten der deutschen Luftwaffe.
Dem Namen der Einheit folgt eine zweistellige Zahl, von der die erste Ziffer jeweils die Zugehörigkeit zum Luftwaffeninstandhaltungsregiment 1 beziehungsweise 2 bezeichnet.
Die Luftwaffeninstandhaltungsgruppen gingen 2002 aus den früheren Luftwaffenwerften hervor. Sie praktizieren meist kooperative Modelle mit der Industrie mit genau abgesteckten Zuständigkeiten zwischen zivilem und militärischem Personal. Dies erfolgt sowohl über eine thematische Abgrenzung (Baugruppen), als auch über eine territoriale Aufteilung (Norddeutschland/Süddeutschland).

## Transformation
Im Zuge der Umsetzung der Luftwaffenstruktur 6 werden auch die Luftwaffeninstandhaltungsgruppen wie die gesamte Einsatzlogistik der Luftwaffe den veränderten Erfordernissen angepasst. So wurden die Luftwaffeninstandhaltungsgruppen 11 (Neckarzimmern), 12 (Ummendorf), 13 (Landsberg am Lech), 14 (Erding), 15 (Erding), 23 (Mechernich) und 24 (Wunstorf) zum 31. Dezember 2008 aufgelöst und die Instandhaltungsaufgaben in drei zum 1. Januar 2009 aufgestellte Systemzentren zusammengefasst.
Beim Systemzentrum FlaRak in Wunstorf wird zukünftig die Instandhaltung der Flugabwehrraketensysteme der Luftwaffe zusammengefasst. Das Systemzentrum Avionik, das in Landsberg am Lech aufgestellt und nach 2012 nach Erding verlegt werden sollte, bildet das Kompetenzzentrum für die elektronischen Anlagen fliegender Waffensysteme, die Avionik und das Systemzentrum Luftfahrzeug Technik, das in Erding aufgestellt wurde und abgesetzte Bereiche in Ummendorf, Penzing und München unterhält, ist zuständig für die Instandhaltung der übrigen technischen Systeme von Tornado. 
Alle übrigen Luftwaffeninstandhaltungsgruppen bleiben bestehen und werden personell den veränderten Erfordernissen und entsprechend der benötigten Instandhaltungskapazitäten angepasst.
Aufgrund des sehr großen Anteils von hochspezialisiertem Zivilpersonal haben Luftwaffeninstandhaltungsgruppen zurzeit große Probleme mit der angestrebten Verringerung des Zivilpersonals der Bundeswehr.

## Dienststellen
- Luftwaffeninstandhaltungsgruppe 21 Jever (Auflösung Mitte 2013), von 1982 bis 2002 mit Bezeichnung Luftwaffenwerft 62
- Luftwaffeninstandhaltungsgruppe 22 Trollenhagen
- Luftwaffeninstandhaltungsgruppe 25 Diepholz

Zum 31. Dezember 2008 wurden folgende Dienststellen aufgelöst:
- Luftwaffeninstandhaltungsgruppe 11 Neckarzimmern
- Luftwaffeninstandhaltungsgruppe 12 Ummendorf
- Luftwaffeninstandhaltungsgruppe 13 Landsberg am Lech
- Luftwaffeninstandhaltungsgruppe 14 Erding
- Luftwaffeninstandhaltungsgruppe 15 Erding
- Luftwaffeninstandhaltungsgruppe 23 Mechernich
- Luftwaffeninstandhaltungsgruppe 24 Wunstorf